# ディーン (宝塚歌劇)
バウ・ミュージカル『ディーン』は、1981年の宝塚歌劇団のミュージカル作品。タイトルは、『DEAN』と表記されることもある。
初演は、月組「ディーン」。宝塚バウホール公演。大地真央主演。1981年2月27日～3月10日
バウ・ミュージカル　「ディーン」－ジェームズ・ディーンの生涯より－

## あらすじ
「エデンの東 (映画)(East of Eden)英語版」「理由なき反抗(Rebel Without A Cause)英語版」「ジャイアンツ (映画)(Giant)英語版」3本の映画を残し、24歳でこの世を去った永遠の青春スター・ジェームス・ディーン。その苦悩と夢、恋の破局…。

## 主な再演
- 1982年 月組。パルコSEIBUシアター公演。主演 大地真央。
- 1991・1992年 花組 。宝塚バウホール公演。主演 安寿ミラ。
- 1998年 星組。主演 絵麻緒ゆう
  - 星組・宝塚バウホール公演。1998年4月25日～5月10日。
  - 星組・東京特別公演(日本青年館大ホール)1998年8月25日～9月2日。
  - 宝塚バウホール開場20周年記念(バウ・ミュージカル)作品。

## 主な楽曲
- いつか（作詞 岡田敬二 作曲 吉崎憲治）
- Sound Of Newyork （ニューヨークの歌）
- Song 55 （ソング・フィフティファイブ）
- ハリウッド讃歌（作詞 岡田敬二 作曲吉崎憲治）
- Say Hello To Your Mother （君の母さんに）
- Sing Song （シング・ソング）
- Gonna Make Him A Star （彼をスターに）
- Didn't Mean You （君だけは）
- Just One Knock On The Door （初めてあって）
- Mysery Mystery （悲しみ苦しみ）
- Runningout Of Time （時間がない）
- Play That Song Again （あの歌をもう一度）
- ジャイアンツ
- Villa Capri(ビラ・カプリ)
- カーニバル（作曲 ： 吉崎憲治）
- I've Been Here Before （昔見た夢）

(作詞・作曲 Robert Campbell 訳詞 栗林恵子)

## 主な配役
初演（1981年）
- ジェームス・ディーン ： 大地真央
- ピア・アンジェリ ： 仁科有理 ディーンの生涯唯一の恋人
- エリザベス・テイラー ： 春風ひとみ「ジャイアンツ」の共演者
- ナタリー・ウッド ： こだま愛「理由なき反抗」の共演者
- ヘダ・ホッパー ： 条はるき ハリウッドのジャーナリスト
- ベン ： 剣幸 宣伝マン

1992年 花組
- ジェームス・バイロン・ディーン：安寿ミラ
- ニコラス・レイ（「理由なき反抗」の監督）：萬あきら
- モーゼス（ディーンの良き理解者）：立ともみ
- エリア・カザン（「エデンの東」の監督）：未沙のえる
- ママ・アンジェリ（ピア・アンジェリの母親）：一原けい
- ヘダ・ホッパー（ハリウッドのジャーナリスト）：夏目佳奈
- アイリーン（舞台女優）：詩乃優花
- エリザベス・テイラー（ディーンの最後の映画「ジャイアンツ」の共演者)：華陽子
- ジョージ・スティーブンス（「ジャイアンツ」の監督）：橘沙恵
- ピア・アンジェリ（ディーンが心から愛した生涯唯一の恋人。イタリア出身の女優）：森奈みはる
- ベン（ディーンを一流の映画スターに育てようと奮闘する宣伝マン）：真琴つばさ
- ビッグ・モダン（イタリア系の人気歌手。ピア・アンジェリと結婚する）：紫吹淳
- パット（ディーンの友人で、カメラマン）：大舞夏織
- ナタリーウッド：麻希ゆい
- サル・ミネオ：伊織直加

1998年 星組
- ジェームス・バイロン・ディーン：絵麻緒ゆう
- ピア・アンジェリ（ディーンの生涯唯一の恋人）：妃里梨江
- エリザベス・テーラー（｢ジャイアンツ｣の共演者）：秋園美緒
- ナタリー・ウッド（｢理由なき反抗｣の共演者）：美椰エリカ
- ヘダ・ホッパー（ハリウッドのジャーナリスト）：万里柚美
- ベン（宣伝マン）：朝宮真由
- エリア・カザン（｢エデンの東｣の監督）：一樹千尋
- ニコラス・レイ（｢理由なき反抗｣の監督）：萬あきら
- ジョージ・スティーブンス（｢ジャイアンツ｣の監督）：千歳まなぶ
- モーゼス（ディーンの良き理解者）：葵美哉
- アイリーン：しのぶ紫
- パット（カメラマン）：大洋あゆ夢
- ママ・アンジェリ（ピア・アンジェリの母）：彰乃早紀
- ビック・ダモン（ピアの婚約者）：涼紫央
- プラトー（｢理由なき反抗｣の共演者）：莉理せいら

## スタッフ

### 初演
- 原作：ジョン・ハウレット
- オリジナル音楽：ロバート・キャンベル
- 翻訳：サリーナ・ジェイ
- 脚本・演出 ：岡田敬二
- 作曲・編曲：吉崎憲治
- 振付：中川久美
- 装置：大橋泰弘
- 衣装：任田幾英
- 照明：今井直次
- 訳詩：栗林恵子
- 演出助手：小池修一郎
- 制作：橋本雅夫
- 演奏：宝塚ニューサウンズ
- 制作協力：オフィス・ケイ
- 企画・制作：宝塚歌劇団

### 1998年
- オリジナル脚本：ジョン・ハウレット
- オリジナル音楽：ロバート・キャンベル
- 潤色・演出 ：岡田敬二
- 演出：中村暁
- 翻訳・訳詞：兼田翔
- 作曲・編曲：吉崎憲治
- 編曲：宮原透
- 振付：羽山紀代美
- 装置：大橋泰弘
- 衣装：任田幾英
- 照明：今井直次
- 音響：加門清邦
- 歌唱指導：前田繁実
- 振付助手：若央りさ
- 装置補：新宮有紀
- 衣装補：河底美由紀
- 舞台進行：山崎芳雄
- 録音演奏：宝塚ニューサウンズ
- 制作：木場健之
- 制作・著作：宝塚歌劇団
- 製作・主催：宝塚クリエイティブアーツ

## 主な放送
- 1982年7/16(前編)・7/17(後編) 午後11:00 〜午後11:45 アナログ総合 夜の指定席 宝塚ミュージカル「ディーン」[1]

## 関連
- 大地真央 ディーン(LP/25AH1270)CBS/SONY)
- 「吉崎憲治 作品集」(CD/TCAC 36〜37) いつか 大地真央 収録
- エデンの東 (宝塚歌劇)
- エデンの東(小説)